# Peregrina
Peregrina é um género botânico pertencente à família Malpighiaceae.